# Sitobion kurimahala
Sitobion kurimahala är en insektsart. Sitobion kurimahala ingår i släktet Sitobion och familjen långrörsbladlöss. Inga underarter finns listade i Catalogue of Life.